# Петролейний пек
Петролейний пек (рос. нефтяной пек, англ. petroleum pitch) — залишок після теплової обробки та дистиляції петролейних фракцій. Твердий за кімнатної температури, складається з суміші численних ароматичних та алкілароматичних вуглеводнів, не має точної температури топлення, а розм'ягчується в певному температурному інтервалі.